# Spur der Steine (Film)
Spur der Steine ist ein vom DEFA-Studio für Spielfilme, Künstlerische Arbeitsgruppe (KAG) „Heinrich Greif“, produzierter Gegenwartsfilm aus dem Jahr 1966. Der Film wurde in Schwarzweiß gedreht. Regisseur war Frank Beyer, der mit Karl Georg Egel auch das Drehbuch verfasste. Es basiert auf dem gleichnamigen Roman von Erik Neutsch. Der Film wurde am Vorabend der 8. Arbeiterfestspiele der DDR in Potsdam uraufgeführt und lief anschließend in einigen Kinos, bevor er wegen „antisozialistischer Tendenzen“ aus dem Programm genommen wurde. Er gehört damit zu den verbotenen Filmen in der DDR. Erst im Oktober 1989 durfte der Film wieder in der DDR aufgeführt werden, wenig später wurde er bei der Berlinale 1990 in der Bundesrepublik Deutschland gezeigt.

## Inhalt
Auf der Großbaustelle Schkona herrscht im Jahr 1959 Chaos. Es fehlt Material und wegen Projektierungsfehlern müssen gerade errichtete Rohbauten wieder abgerissen werden, was vor allem auf eine Überforderung des Oberbauleiters Trutmann zurückzuführen ist.
Dort arbeitet der Zimmermann und Brigadier (Polier) Hannes Balla. Balla und seine Leute halten nicht viel von den bürokratischen Regeln der Planwirtschaft, zählen aber trotzdem zu den produktivsten Arbeitsbrigaden auf dem Bau. Notfalls verschaffen sie sich fehlendes Material auch mit Gewalt. Dennoch werden ihre Methoden aufgrund ihrer Arbeitsleistungen von der Bauleitung zunächst geduldet.
Als eines Tages der idealistische SED-Parteisekretär Werner Horrath seinen Dienst an der Baustelle antritt, fühlt er anfangs seine Autorität untergraben, dennoch gelingt es ihm, Balla, den er als erstklassigen Arbeiter schätzt, für seine Idee einer höheren Produktivität zu gewinnen, um die Arbeitsbedingungen zu verbessern. Der ältere, sehr erfahrene und sehr kritische Ingenieur Hesselbart unterstützt dabei beide in ihrem Kampf um die Verbesserung der Arbeitsbedingungen.
Balla und Horrath verbindet bald eine Mischung aus gegenseitigem Respekt, aber auch eine gewisse Rivalität um die Liebe der jungen Ingenieurin Kati Klee, die zur gleichen Zeit wie Horrath neu auf die Großbaustelle gekommen ist. Beide Männer verlieben sich in Klee, Horrath gelingt es schließlich jedoch, ihr Herz für sich zu gewinnen. Er beginnt eine heimliche Liebesaffäre, da er bereits verheiratet ist, seinen Parteiposten nicht gefährden will und sich außerdem nicht von seiner Familie trennen kann. Später wird Klee schwanger. Sie verrät aber aus Parteiloyalität den Namen des Vaters nicht und schützt so Horrath, der sich wiederum immer mehr von Klee entfremdet und in eine Krise gerät, in der er zwischen Pflichterfüllung und seiner Liebe zu Klee entscheiden muss. Auf der Baustelle entsteht Unruhe, solange die Vaterschaft nicht geklärt ist.
Horrath ordnet Kraft seines Amtes als Parteisekretär mit Unterstützung von Hesselbart und Balla die Verhältnisse auf der Baustelle. Aber erst als sich Klee von ihm endgültig lösen will, bekennt er sich öffentlich zu ihr und verliert dadurch sämtliche Parteiposten. Seine Frau reicht die Scheidung ein, sodass Horrath fortan als Arbeiter in Hannes Ballas Brigade arbeiten muss. Balla und Hesselbart sind letztlich die Personen, die ihn bei einem Parteiausschlussverfahren verteidigen.

## Entstehungsgeschichte

### Romanvorlage
Der Film basiert auf dem gleichnamigen Bestseller-Roman von Erik Neutsch, der im Jahr 1964 erschien und im selben Jahr mit dem Nationalpreis der DDR ausgezeichnet wurde. Das DEFA-Studio für Spielfilme bot Filmregisseur Frank Beyer die Romanvorlage zur Verfilmung an, der seinerzeit zum festen Mitarbeiterstab der DEFA gehörte, jedoch anfangs vom Projekt nicht gänzlich überzeugt war. Beyer habe, wie er selbst später sagte, einige Zeit benötigt, die Qualität des umfangreichen Stoffes zu erkennen. Trotz des Lobs der SED und einer eindeutig sozialistischen Position enthält der Roman eine wirklichkeitsnahe Schilderung des DDR-Alltags.
Neutsch stimmte einer Verfilmung zwar zu, war jedoch an einer späteren Mitarbeit an der Verfilmung nicht interessiert, sodass Beyer gemeinsam mit Karl-Georg Egel ein Drehbuch für einen etwa 180-minütigen Film konzipierte. In einer weiteren Fassung kürzte das Autorenduo das Skript später auf knapp zwei Stunden und reichte es der Kulturabteilung des Zentralkomitees der SED zur Beurteilung ein, wohl wissend, dass sich das Projekt an der Grenze des Erlaubten bewegte.

### Vorproduktion und Produktion
Filmregisseur Beyer wollte die drei Hauptrollen anfangs mit Manfred Krug, Armin Mueller-Stahl und Jutta Hoffmann besetzen, konnte allerdings lediglich auf Manfred Krug zurückgreifen, da die anderen Schauspieler bereits in andere Filmprojekte eingebunden waren. Der schon damals sehr populäre Sänger und Schauspieler verkörperte den Hannes Balla aufgrund seines Improvisationstalentes eher heiter und natürlich. Er konnte so den Film mit humorvollen Improvisationen bereichern, die anfangs nicht vorgesehen waren und erst später gemeinsam mit Beyer entwickelt wurden. Neben Krug wirkte zudem auch Jutta Hoffmann in dem Streifen mit, jedoch lediglich als Synchronstimme für die polnische Schauspielerin Krystyna Stypułkowska.
Spur der Steine hatte ein Filmbudget von 2,7 Millionen Mark, etwa drei Mal so viel wie ein durchschnittlicher DEFA-Film Mitte der 1960er Jahre.
Als die Dreharbeiten am 3. Mai 1965 begannen, wurde Frank Beyer zum damaligen Kulturminister Hans Bentzien zitiert, der sich um eine „korrekte“ Darstellung der SED-Parteifunktionäre sorgte, obwohl Beyer, wie es damals üblich war, das Drehbuch bereits Monate vorher allen Instanzen vorgelegt und schließlich eine Freigabe zur Produktion erlangt hatte. Dennoch konnten die Dreharbeiten, deren Außenaufnahmen in den Industriegebieten von Leuna und Schwedt und in Coswig (Anhalt) stattfanden, am 5. Oktober 1965 abgeschlossen werden, sodass bereits Ende des Monats eine Rohschnitt-Fassung zur Abnahme durch die Hauptverwaltung Film des Ministeriums für Kultur vorlag. Überschattet wurde die Abnahme durch die zunehmende kritische Begutachtung durch die Mitglieder der Hauptverwaltung Film, die bereits zuvor die Produktionen Denk bloß nicht, ich heule von Frank Vogel und Das Kaninchen bin ich von Kurt Maetzig nicht freigegeben hatten. Der Gegenwartsstreifen Spur der Steine erlangte Ende Oktober die Freigabe durch das Gremium und wurde ausdrücklich gelobt, obgleich Beyer eine massive Kritik befürchtete.
Nur zwei Monate später, auf dem XI. Plenum des ZK der SED im Dezember 1965, änderte sich die kulturpolitische Stimmung grundlegend. Unter dem Vorsitz des damaligen Zentralkomitee-Sekretärs Erich Honecker wurden zwölf Produktionen – fast die komplette DEFA-Jahresproduktion an Gegenwartsfilmen – als regimekritisch eingestuft und aus dem Verleih genommen. Diese Filme wurden inoffiziell als Kellerfilme bezeichnet, da sie unaufgeführt im Archiv verschwanden. Anderen Filmprojekten wurde bereits in der Planungsphase oder in der frühen Produktion die Weiterarbeit untersagt. Als politisch verantwortlich für diese antisozialistische Haltung galten der damalige Kulturminister Bentzien und DEFA-Direktor Jochen Mückenberger, die von ihren Posten entbunden und durch konforme Parteifunktionäre ersetzt wurden. Diese waren wiederum dem neuen Kulturminister Klaus Gysi unterstellt.
Spur der Steine, der zuvor von der Hauptverwaltung Film des Ministeriums für Kultur freigegeben worden war, sollte nun das DEFA-Studio für Spielfilme rehabilitieren. Er stieß dabei auf heftige Kritik von Kulturfunktionären und Kulturminister Gysi, sodass Beyer gezwungen war, seinen Film nachzuschneiden, bis er schließlich zur Aufführung bei den Arbeiterfestspielen in Potsdam freigegeben wurde.
Die Originalfassung (139 min) hatte die Uraufführung am 15. Juni 1966 und den Kinostart am 1. Juli 1966. Eine „Prüffassung“ (134 min) hatte den Kinostart in der DDR am 23. November 1989 und in der BRD am 10. Mai 1990. Die Erstausstrahlung im Fernsehen war am 9. September 1990.

## Rezeption

### 1960er Jahre
Am 15. Juni 1966 wurde Spur der Steine am Vorabend der 8. Arbeiterfestspiele im Potsdamer Kino „Thalia“ uraufgeführt und lief dort 14 Tage. Er avancierte zu einem Publikumserfolg. Getragen von der positiven Stimmung plante man 56 Filmkopien für einen landesweiten Kinoeinsatz in der DDR sowie eine Teilnahme beim Internationalen Filmfestival von Karlovy Vary (Karlsbad). Der Film sollte mit dem Prädikat „besonders wertvoll“ eingestuft werden – alles gute Voraussetzungen für einen soliden Kinoerfolg.
Dennoch geriet der Film anschließend erneut ins Fadenkreuz der Zensur. Am 29. Juni beriet das Sekretariat des ZK (Zentralkomitees der SED) über Spur der Steine und beschloss, den Film spätestens eine Woche nach Kinostart wieder abzusetzen. „Die Werbung wurde reduziert, Plakate wurden überklebt, und nur im Neuen Deutschland durfte noch eine Rezension zum Film veröffentlicht werden. Außerdem wurde die Teilnahme am Festival in Karlovy Vary abgesagt und dem Film nun doch kein Prädikat verliehen.“
Bei der Filmpremiere am 30. Juni 1966 im Ost-Berliner Kino International, bei der Regisseur Frank Beyer und sämtliche Hauptdarsteller anwesend waren, kam es zum Eklat. Nach wenigen Minuten wurde die Vorführung von organisierten Protesten gestört, die mit Zwischenrufen den Filmbetrieb massiv beeinflussten. Der Grund ihres Unmuts war die Darstellung der Arbeiter und Parteisekretäre in diesem Film, der angeblich „eine SED vorführte, die innerlich tief zerstritten ist, die zwei sich bekämpfende Flügel hat“. Der damalige Minister für Kultur in der DDR, Klaus Gysi, rechtfertigte den Protest, da er „aufgrund von falschen politischen Positionen seines Regisseurs auch künstlerisch ganz schwach [sei], eben ein Machwerk in jeder Beziehung!“ Mit Ausnahme einer Aufführung kam es im „International“ bis zum 3. Juli zu keinen weiteren Störungen. Danach wurde der Film abgesetzt. Weitere Filmvorführungen in Ost-Berlin, Rostock und Leipzig wurden jedoch nach dem gleichen Schema boykottiert, sodass der Streifen nach nur drei Tagen aus dem Programm genommen werden musste. Die Berichterstattung in den Medien der DDR blieb untersagt, lediglich das von der SED gesteuerte Neue Deutschland veröffentlichte damals eine „gelenkte“ Filmkritik. Trotzdem besuchten in den wenigen Tagen vor dem Verbot allein in Ost-Berlin 8000 Zuschauer den Film.

„Der Film Spur der Steine wird der Größe des Themas nicht gerecht. Er gibt ein verzerrtes Bild von unserer sozialistischen Wirklichkeit, dem Kampf der Arbeiterklasse, ihrer ruhmreichen Partei und dem aufopferungsvollen Wirken ihrer Mitglieder. […] Der Film erfasst nicht das Ethos, die politisch-moralische Kraft der Partei der Arbeiterklasse und der Idee des Sozialismus, bringt dafür aber Szenen auf die Leinwand, die bei den Zuschauern mit Recht Empörung auslösten.“

Der als partei- und staatsfeindlich eingestufte Film Spur der Steine verschwand daraufhin für 23 Jahre in den DEFA-Archiven. Frank Beyer, der sich nicht von seinem Werk distanzieren wollte, wurde der Verfremdung und Verfälschung einer Romanvorlage bezichtigt und konnte – trotz Intervention des Autors Erik Neutsch – jahrelang keine Kinofilme realisieren. Sein Vertrag mit der staatlichen Filmproduktion DEFA wurde aufgelöst, er selbst ans Theater in Dresden verbannt. Ab 1969 arbeitete er dann als Regisseur für das Fernsehen der DDR und drehte Fernsehserien. Ab 1974 arbeitete er wieder bei der DEFA, wo er später Jurek Beckers Jakob der Lügner inszenierte. Es war die einzige DDR-Produktion, die für den Oscar in der Kategorie bester fremdsprachiger Film nominiert wurde. Dennoch folgten ständige Auseinandersetzungen mit den Kulturverantwortlichen der DDR, die Beyer in seinem künstlerischen Bestreben behinderten. Ab 1980 erhielt er die Erlaubnis, auch in der Bundesrepublik Filmprojekte zu realisieren.

### 1980er Jahre

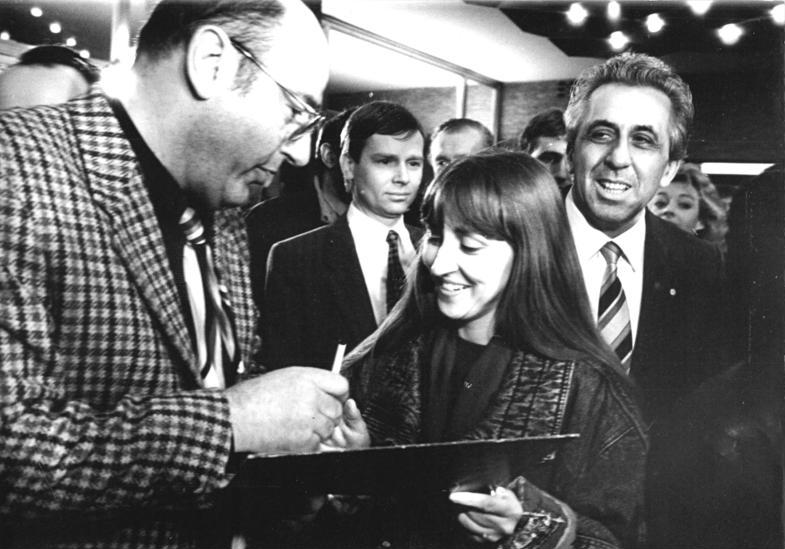
Manfred Krug (links) und Egon Krenz (rechts) bei der Wiederaufführung des Films am 23. November 1989 im Kino International in Berlin

Am 28. Oktober 1989 konnte der Film im Berliner Club der Kulturschaffenden „Johannes R. Becher“ zum ersten Mal nach 1966 öffentlich gezeigt und ab 23. November 1989 wieder öffentlich in den DDR-Kinos aufgeführt werden. Diesmal erhielt er durchweg wohlwollende Filmkritiken, wie auch später in West-Berlin bei der Berlinale 1990.
Mit 256.948 Kinobesuchern im Jahre 1990 landete Spur der Steine auf dem 62. Platz der Liste der erfolgreichsten Filme des Jahres in Deutschland.

## Verweise
- Spur der Steine bei der DEFA-Stiftung
- Spur der Steine bei filmportal.de
- Spur der Steine auf www.skandalfilm.net
- Spur der Steine bei IMDb